# Sphecodes hirtellus
Sphecodes hirtellus är en biart som beskrevs av Blüthgen 1923. Sphecodes hirtellus ingår i släktet blodbin, och familjen vägbin. Inga underarter finns listade i Catalogue of Life.